# Aloe 'Starfish'
Aloe 'Starfish' é uma espécie de liliopsida do gênero Aloe, pertencente à família Asphodelaceae.